# Сколков, Иван Григорьевич
Иван Григорьевич Сколков (1819—1879) — русский военно-морской деятель, генерал-адъютант, генерал-лейтенант и вице-адмирал (1867, 1868 и 1879).

## Биография
В службе с 1833 года, с 1834 года после окончания Морского кадетского корпуса произведён в мичманы с назначением в Офицерский класс. В 1838 году произведён в лейтенанты. С 1841 года адъютант начальника Главного морского штаба. В 1845 году за отличие произведен в капитан-лейтенанты. В 1851 году произведен в подполковники корпуса флотских штурманов.
С 1853 года участник Крымской войны, участвовал в Синопском и Альминском сражениях, был тяжело ранен, потерял ногу. За храбрость в этих сражениях был награждён Золотой георгиевской саблей, орденом Святого Владимира 3-й степени, произведён в полковники и  флигель-адъютанты Его Императорского Величества. В 1856 году назначен эскадр-майором при Его Императорском Величестве Александре II и занимал эту должность больше, чем кто-либо другой — до 1879 года. По этой должности сопровождал императора и членов императорской фамилии во всех их морских и речных плаваниях.
В 1860 году произведён в  генерал-майоры с назначением в Свиту Его Императорского Величества.  В 1867 году произведён в генерал-адъютанты. В 1868 году произведён в генерал-лейтенанты, числился по Корпусу флотских штурманов. В 1879 году произведён в вице-адмиралы. Был награждён всеми орденами вплоть до ордена  Святого Александра Невского  пожалованного ему 1 апреля 1879 года.